# L'Esquimaude a froid
L'Esquimaude a froid (Eszkimó asszony fázik) est un film hongrois réalisé par Janos Xantus (hu) et sorti en 1984.

## Synopsis
Mari voudrait devenir chanteuse, et hésite entre son époux, un gardien de zoo, et son amant qui est pianiste. Mais elle les quitte tous les deux, et part pour l'Amérique.

## Fiche technique
- Titre original : Eszkimó asszony fázik
- Réalisateur : Janos Xantus
- Scénario : Janos Xantus
- Photographie : András Matkócsik
- Montage : Katalin Kabdebó
- Costumes : Gizella Koppány
- Décorateur : Sándor Katona
- Durée : 117 minutes
- Date de sortie :
  - Hongrie : 31 mai 1984
  - France : 31 mai 1984 (Festival de Cannes)
  - France : 10 octobre 2016 (DVD)

## Distribution
- Andor Lukáts :  János, Mari férje
- Marietta Méhes :  Mari
- Boguslaw Linda :   Laci
- Béláné Csóka
- László Földes : Hobo
- Carol Harrison
- Ágnes Kamondy

## Distinctions
- 1984 : Nommé pour le meilleur film au Festival international du film de Valladolid[2].

## Critiques
D'après  Jean Tulard, ce film « a un ton insolite pour l'époque dans le cinéma hongrois ».